# Jaraguá
Jaraguá, amtlich portugiesisch Município de Jaraguá, ist eine brasilianische politische Gemeinde im Bundesstaat Goiás.
Sie liegt westlich der brasilianischen Hauptstadt Brasília und nördlich von Goiânia, der Hauptstadt des Bundesstaates, von der sie 124 km entfernt ist. Die Einwohnerzahl betrug nach der Volkszählung 2010 41.870 Einwohner, die Bevölkerung wurde zum 1. Juli 2020 auf 51.338 Personen anwachsend geschätzt, die auf einer Gemeindefläche von rund 1850 km² leben und Jaraguenser genannt werden. Die zu verwaltende Fläche beträgt in der Größe etwa 70 % des Saarlandes.

## Geographische Lage
Jaraguá grenzt an die Gemeinden:
- im Norden an Rianápolis und Santa Isabel
- im Nordosten an Goianésia
- im Osten an Pirenópolis
- im Süden an São Francisco de Goiás, Jesúpolis, Santa Rosa de Goiás und Taquaral de Goiás
- im Südwesten an Itaguari
- im Westen Itaguaru
- im Nordwesten an Uruana

Das Gemeindegebiet ist zu 55 % eben, zu 35 % hügelig und zu 10 % bergig, Durchschnittshöhe sind 570 Meter, der Hauptort liegt auf 610 Metern Höhe. Das Biom besteht aus Cerrado und Tropenwald.
Jaraguá liegt an der brasilianischen Bundesstraße BR-153 (Brasília – Belém).

## Persönlichkeiten
- Baltazar Costa Rodrigues de Oliveira (* 2000), Fußballspieler